# Šangajska rang–ljestvica sveučilišta
Šangajska rang–ljestvica sveučilišta  ili Šanghajski popis 500 najboljih svjetskih sveučilišta (engleski Academic Ranking of World Universities, kratica ARWU) jedno je od najcitiranijih rangiranja najboljih 500 sveučilišta na svijetu koje od 2003. godine objavljuje Šangajsko sveučilište Jiao Tong.
Šangajski popis se temelji na nizu pokazatelja akademskog i istraživačkog uspjeha: 
- broj studenata i profesora koji su dobitnici Nobelove nagrade ili Fieldsove medalje.
- broj istraživača čiji se radovi redovito citiraju u drugim znanstvenim publikacijama
- broj članaka objavljenih u prestižnim znanstvenim časopisima kao što su Nature i Science
- broj članaka u naznačajnijim znanstvenim bazama te akademskom uspjehu u odnosu na broj stalno zaposlenih profesora.

Prva mjesta na popisu redovito zauzimaju Harvard, Stanford, Massachusetts Institute of Technology (MIT), Sveučilište Berkeley i Cambridge. Slijede California Institute of Technology, Princeton, Columbia University, University of Chicago i Sveučilište Oxford.
Sveučilište u Zagrebu na njoj se prvi put našlo 2011.

## Vanjske poveznice
- Academic Ranking of World Universities (ARWU)
- [tt_news=714 Sveučilište u Zagrebu uvršteno na listu 500 najboljih svjetskih sveučilišta][neaktivna poveznica]